# 金永祚
金 永祚（キム・ヨンジョ、ハングル：김영조、1923年 - 1981年3月25日）は、大韓民国出身の野球選手・野球指導者。日本においては戦前の創氏改名政策により「金光 彬夫（かねみつ あきお）」と名乗っていた。娘婿は元韓国国会議員・同議長の文喜相。

## 来歴・人物
日本統治時代の朝鮮に生まれた金は内地である東京に移住し、一家は早稲田大学正門近くで朝鮮料理の食堂を営んでいた。この時一家は引越し費用を工面するために実家で栽培していた高麗人参の畑を売却したという。
金は帝京商業（現：帝京大学高等学校）に進み、捕手として1学年後輩の杉下茂とバッテリーを組んだ。金が在学中に帝京商は夏の東京大会で2度優勝するも、戦時下のために全国大会は開催されることはなかった。
1943年に憧れであった早大野球部に進むが、東京六大学野球は戦況悪化に伴いリーグ戦を中止。「最後の早慶戦」として知られる「出陣学徒壮行早慶戦」にも早大ベンチ入りを果たし、直後休学。朝鮮人である金は学徒出陣の対象ではなかったために招集されず、翌1944年に「金光彬男」としてプロ野球の朝日軍入り。同年4月22日の対巨人戦に代打として初出場すると藤本英雄からホームランを放った。これが日本プロ野球初の「初打席本塁打」となった。このシーズンは戦況悪化から開催試合数はわずか35試合に終わり、シーズン2本の本塁打を放った金（金光）は金山次郎（産業）の3本に次ぐ「本塁打2位」となった。
日本の敗戦により故郷の朝鮮に戻った金は複数の実業団チームでプレイし、その後韓国農協の前身にあたる「金融組合中央会」に入り、社業の傍ら野球を続けた。1954年にアジア野球選手権の為に初めて組まれた韓国代表でも「4番・捕手」として同大会に出場し、以降2度の同大会でも4番打者として起用された。1960年ごろに現役を引退。
現役引退後は所属する農協中央会野球部のコーチ・監督を歴任。韓国代表としても1963年にソウルで開催されたアジア選手権にコーチとして望み、韓国のこの大会の初優勝に貢献。やはり地元開催の1971年のアジア選手権では韓国代表監督として指揮を執り、優勝を果たした。
1981年、持病であった糖尿病が悪化し死去。享年58。生涯、早稲田で野球を学んだことを誇りにしていたといい、早大の校歌「都の西北」を常に口ずさんでいたという。

## 詳細情報

### 年度別打撃成績
| 年 度     | 球 団     | 試 合 | 打 席 | 打 数 | 得 点 | 安 打 | 二 塁 打 | 三 塁 打 | 本 塁 打 | 塁 打 | 打 点 | 盗 塁 | 盗 塁 死 | 犠 打 | 犠 飛 | 四 球 | 敬 遠 | 死 球 | 三 振 | 併 殺 打 | 打 率 | 出 塁 率 | 長 打 率 | O P S |
| --------- | --------- | ----- | ----- | ----- | ----- | ----- | -------- | -------- | -------- | ----- | ----- | ----- | -------- | ----- | ----- | ----- | ----- | ----- | ----- | -------- | ----- | -------- | -------- | ----- |
| 1944      | 朝日      | 30    | 126   | 113   | 11    | 28    | 5        | 0        | 2        | 39    | 20    | 3     | 2        | 0     | 0     | 13    | 0     | 0     | 13    | 0        | .248  | .325     | .345     | .670  |
| 通算：1年 | 通算：1年 | 30    | 126   | 113   | 11    | 28    | 5        | 0        | 2        | 39    | 20    | 3     | 2        | 0     | 0     | 13    | 0     | 0     | 13    | 0        | .248  | .325     | .345     | .670  |

### 記録
- 初出場：1944年4月22日、対東京巨人軍2回戦（後楽園球場）、7回裏に田端美夫の代打で出場
- 初打席・初安打・初本塁打・初打点：同上、7回裏に藤本英雄から2ラン　※史上初の初打席初本塁打
- 初先発出場：1944年4月23日、対産業軍1回戦（後楽園球場）、5番・二塁手で先発出場